# Holger Danskes Briller
De Holger Danskes Briller zijn twee nabijgelegen meren op de grens van Nationaal park Noordoost-Groenland met de gemeente Sermersooq in het oosten van Groenland. De meren liggen ten zuiden van de Stauningalpen in het zuidwesten van Scoresbyland.
Naam verwijst ernaar dat op een kaart de meren de vorm van een bril hebben in een formaat dat alleen een reus (Holger Danske) kan dragen. 